# Bleiken bei Oberdiessbach
Bleiken bei Oberdiessbach is een plaats en gemeente in het Zwitserse kanton Bern, en maakt deel uit van het district Bern-Mittelland.
Bleiken bei Oberdiessbach telt 389 inwoners.